# Hiperprolaktinemija
Hiperprolaktinemija je stanje u kojem u krvi postoji povećana koncentracija prolaktina hormon kojeg luči hipofiza. Može se manifestovati u dva oblika kao: fiziološka (tokom trudnoće i u novorođenčadi tokom dojenja) i patološka. Bolest je mnogo izraženije u žena, ali može se razviti i u muškaraca. 

## Opšta razmatranja
Najvažnija uloga prolaktina kod žena je stimulacija proizvodnje mleka u mlečnoj žlezdi nakon poroda. 
Povišene vrednosti prolaktina mogu se javiti u sledećim stanjima:
- Tokom trudnoće i dojenja normalno je da se u krvi nalazi povećana koncentracija prolaktina.
- Nakon upotrebe nekih lijekova,[2]
- Nakon nekih bolesti, npr. kod dobroćudni tumor hipofize koji pojačano luči prolaktin i naziva se

prolaktinom. I drugi tumori hipofizne regije mogu ponekad izazvati hiperprolaktinemiju izazvanu kompresijom na hipofizu.
Prolaktin i kod žena i kod muškaraca snižava nivo polnih hormona (estrogena i testosterona) što dovodi do poremećaja menstrualnih ciklusa i polnih funkcija.

## Epidemiologija
Poremećaj se najčešće javlja kod žena, a vrlo retko kod dece i adolescenata. 
- U SAD ovo stanje se javlja u manje od 1% slučajeva u opštoj populaciji i u 5-14% od pacijenata sa sekundarnom amenorejom.[4] Približno 75% pacijenata sa galaktorejom i amenoreje imaju hiperprolaktinemiju, a oko 30% može imati tumore koji luče prolaktin.
- Smrtnost je relativno mala, međutim, u slučajevima sa enormnim vrednostima prolaktina koji sekretuju tumora, smrtnost može biti značajna. Retki su slučajevi metastatske maligne prolaktinemije.[5]

## Etiologija
Sindrom hiperprolaktinemije mogu uzrokovati različiti somatogeni, neuroendokrinim i psihijatrijskim činiocima. 
Prema uzrocima hiperprolaktinemija može biti: fiziološka, dfarmakološka, patološka, i idiopatska (nepoznatog uzroka). 

### Fiziološka (prirodna) hiperprolaktinemija
Tipične fiziološke hiperprolaktinemije nastaju tokom telesne aktivnosti, stresa (hipoglikemija), sna, seksa, trudnoćе, dojenjа, stimulacija bradavica, koitusа, novorođenčeta i ishrane bogate proteinima. 
- Nivo prolaktina raste kod telesne aktivnosti u trenutku postizanja anaerobnog praga.
- Ovaj hormon se smatra stresogenim faktorom (iako njegovo dejstvo u toku psihičkih stanja stresa nije u potpunosti dokazano), jer njegova koncerntracija u krvi raste tokom desjstva stresogenih faktora i parćena je hipotenzijom ili sinkopom.
- Takođe i hipoglikemija može biti od značaja za produkciju prolaktina, kod žena i muškarca.

### Farmakološka hiperprolaktinemija
Među farmakološkim uzročnicima hiperprolaktinemije navodi se veći broj lekova, pre svega onih koji ometaju metabolizam, sintezu, apsorpciju ili se vezuju za dopaminske receptore koji smanjuju dejstvo i uzrokuju povećanu sekreciju prolaktina. Iz ove grupe lekova najpoznatiji su: domperidon, fenotiazin, pimozid, butirofen, rezerpin, dekorboksilaza, metildopa, antagonisti dopaminskih receptora, butirofenoni, tioksanteni, metoklopramid, sulpirid, rezerpin.
Za razvoj snažne stimulanse ljudskog prolaktina od farmakoloških spreparata odgovorni su i:
- endogena opioidna sredstva.
- estrogeni, koji u farmakološkim dozama, izazivaju povećanje nivoa prolaktina kod žena i muškaraca, a inhibiraju nivo FSH i LH hormona.

### Patološka hiperprolaktinemija
Pojava hiperprolaktinemija može biti uzrokovana raznim patološkim stanjima Kao što su:
- hipotalamusni tumori i metastaze malignih tumora iz drugih lokacija
- tuberkuloza,
- sarkoidoza,
- kraniofaringeomi
- gliomi hipofize
- tumori hipofize
- prolaktinomi, koji mogu biti raznih veličina (uglavnom 10 mm), i nose naziv mikroprolaktinomi.
- adenomi koji sekretuju HR i PRL i adenomi koji sekretuju ACTH i PRL (Nelsonov sindrom i Kušingova bolest). Prema veličini prolaktinomi se dele na male (manje od 1 cm) i velike, invazivne tumore koji pokazuju tendenciju ekstrselarnog širenja. Smatra se da mali prolaktinomi po pravilu ne pokazuju tendenciju rasta odnosno prelaska u velike tumore. Prolaktinomi manjih dimenzija spadaju u češće i pretežno se javljaju kod žena za razliku od makroprolaktinoma koji su mnogo češći u osoba muškog pola. Smatra se da veličina ovih tumora koreliše sa stepenom hormonske sekrecije i da su generalno veći tumori praćeni većim nivoom serumskog prolaktina.
- nefunkcionalni hromofobni adenomi sa kompresijom hipofizne peteljke
- bolesti hipotalamusa i hipofizne peteljke
- granulomatozne bolesti posebno sarkoidoza
- kraniofaringeomi i drugi tumori
- zračenje glave
- sekcija peteljke hipofize
- sindrom prazne sele
- vaskularne abnormalnosti uključujući aneurizmu
- linfocitni hipofizitis
- primarni hipopituitarizam
- hronična bubrežna insuficijencija
- ciroza jetre
- trauma grudnog koša ( uključujući hirurgiju, herpes zoster)
- Chairi-Fromelov sindrom ili perzistentna postpartalna galaktoamenoreja

Među najčešćim uzrocima hiperprolaktinemije smatra se adenom hipofize, benigni tumor koji proizvodi prolaktin.

### Idiopatska hiperprolaktinemija
Kako se kod izvesnog broja bolesdnika sa hiperprolaktinemijom i nakon sprovedenog detaljnog ispitivanja ne može utvrditi neposredni uzrok njihovog nastanka, takve hiperprolaktinemije označavaju se kao idiopatske.

## Klinička slika
Kod žena, visoki nivoi prolaktina u krvi su tipično povezani sa hipoestrogenizmom, anovulacionom neplodnošću i promenama u menstruaciji. Poremećaji menstruacije kod žena obično se manifestuju kao amenoreja ili oligomenoreja. U poslednjem slučaju, nepravilan menstrualni tok može dovesti do nenormalno obilnog i produženog krvarenja (menoragija). Žene koje nisu trudne ili doje mogu takođe neočekivano da počnu da proizvode majčino mleko (galaktoreja), stanje koje nije uvek povezano sa visokim nivoom prolaktina. Na primer, mnoge žene u premenopauzi koje imaju hiperprolaktinemiju ne doživljavaju galaktoreju i samo nekim ženama koje imaju galaktoreju biće dijagnostikovana hiperprolaktinemija. Dakle, galaktoreja se može primetiti kod osoba sa normalnim nivoom prolaktina i ne mora nužno da ukazuje na hiperprolaktinemiju. Ovaj fenomen je verovatno posledica galaktoreje koja zahteva adekvatan nivo progesterona ili estrogena za pripremu tkiva dojke. Pored toga, neke žene mogu takođe iskusiti gubitak libida i bol u dojkama, posebno kada nivo prolaktina u početku poraste, jer hormon podstiče promene tkiva u dojkama. 
Kod muškaraca, najčešći simptomi hiperprolaktinemije su smanjen libido, seksualna disfunkcija, erektilna disfunkcija/impotencija, neplodnost i ginekomastija.  Za razliku od žena, muškarci nemaju pouzdane pokazatelje povišenog prolaktina, kao što je menstruacija, što bi podstaklo hitnu medicinsku konsultaciju.  Kao rezultat toga, rane znake hiperprolaktinemije je generalno teže otkriti i mogu ostati neprimećeni dok se ne pojave teži simptomi.  Na primer, simptomi kao što su gubitak libida i seksualna disfunkcija su suptilni, nastaju postepeno i mogu lažno ukazivati na različit uzrok.  Mnogi muškarci sa hiperprolaktinemijom povezanom sa tumorom hipofize mogu se odreći kliničke pomoći sve dok ne počnu da doživljavaju ozbiljne endokrine komplikacije i komplikacije vida, kao što su velike glavobolje ili problemi sa očima.
Dugotrajna hiperprolaktinemija može dovesti do štetnih promena u metabolizmu kostiju kao rezultat hipoestrogenizma i hipoandrogenizma. Studije su pokazale da hronično povišeni nivoi prolaktina dovode do povećane resorpcije kostiju i supresije formiranja kostiju, što dovodi do smanjene gustine kostiju, povećanog rizika od preloma i povećanog rizika od osteoporoze.  Hronična prisutnost hiperprolaktinemije može dovesti do hipogonadizma i osteolize kod muškaraca.

## Dijagnoza
Dijagnoza se postavlja na osnovu anamnestičkih podataka, kliničkog nalaza i laboratorijske i neuroradiološke obrade, i ima za cilj da dokaže postojanje povećanog nivoa prolaktina i da jasno razdvoji sva stanja koja do njega mogu dovesti i identifikacije patološki proces.

## Terapija
Glavni cilj terapije je trajno normalizovanje vrednosti prolaktina u krvi, ali i uklanjanje ili redukovanje tumora ako je on dokazan kao uzrok bolesti. Pre započinjanja terapije bitno je utvrditi neposredni uzrok povećanja prolaktina jer od toga zavisi i forma lečenja. U zavisnosti od etiološkog uzroka hiperprolaktinemija se može lečiti: primenom lekova, hirurški ili primenom zračne terapije.

## Prognoza
Prognoza hiperprolaktinemija zavisi od uzroka koji je do njega doveo. Kod prolaktinskog tumora u formi makroadenoma usled njegovog ekspanziivnog razvoja i rasta i ekspanzije u okolna tkiva, može doći do ozbiljnih oštećenja vida kao i postepenog razvoja insuficijencije prednjeg, ali i zadnjeg režnja hipofize.

## Spoljašnje veze
|  | Molimo Vas, obratite pažnju na važno upozorenje u vezi sa temama iz oblasti medicine (zdravlja). |